# Liste der UEFA-Conference-League-Endspiele

Logo der UEFA Conference League

Die Liste der UEFA-Conference-League-Endspiele enthält alle Finalpartien seit Einführung des Wettbewerbs als UEFA Europa Conference League in der Saison 2021/22. Seit der Saison 2024/25 heißt der Wettbewerb nur noch UEFA Conference League.

## Die Endspiele im Überblick
| 2021/22 | Nationalstadion    | Tirana | AS Rom            | 1:0       | Feyenoord Rotterdam | Feyenoord Rotterdam | Feyenoord Rotterdam |
| 2022/23 | Eden Arena         | Prag   | West Ham United   | 2:1       | AC Florenz          | AC Florenz          | AC Florenz          |
| 2023/24 | Agia-Sofia-Stadion | Athen  | Olympiakos Piräus | 1:0 n. V. | AC Florenz          | AC Florenz          | AC Florenz          |

| 2024/25 | Stadion Miejski | Breslau  | FC Chelsea | 4:1 | Betis Sevilla | Betis Sevilla | Betis Sevilla |
| 2025/26 | RB Arena        | Leipzig  |            | –:– |               |               |               |
| 2026/27 | Beşiktaş Park   | Istanbul |            | –:– |               |               |               |

## Ranglisten der Austragungsorte
Stand: Nach dem Endspiel 2025
| Rang | Stadion                    | Anzahl |
| ---- | -------------------------- | ------ |
| 1    | Nationalstadion (Tirana)   | 1      |
|      | Eden Arena (Prag)          | 1      |
|      | Agia-Sofia-Stadion (Athen) | 1      |
|      | Stadion Miejski (Breslau)  | 1      |

| Rang | Stadt   | Anzahl |
| ---- | ------- | ------ |
| 1    | Tirana  | 1      |
|      | Prag    | 1      |
|      | Athen   | 1      |
|      | Breslau | 1      |

| Rang | Land         | Anzahl |
| ---- | ------------ | ------ |
| 1    | Albanien     | 1      |
|      | Tschechien   | 1      |
|      | Griechenland | 1      |
|      | Polen        | 1      |